# Motul (Schmierstoffhersteller)

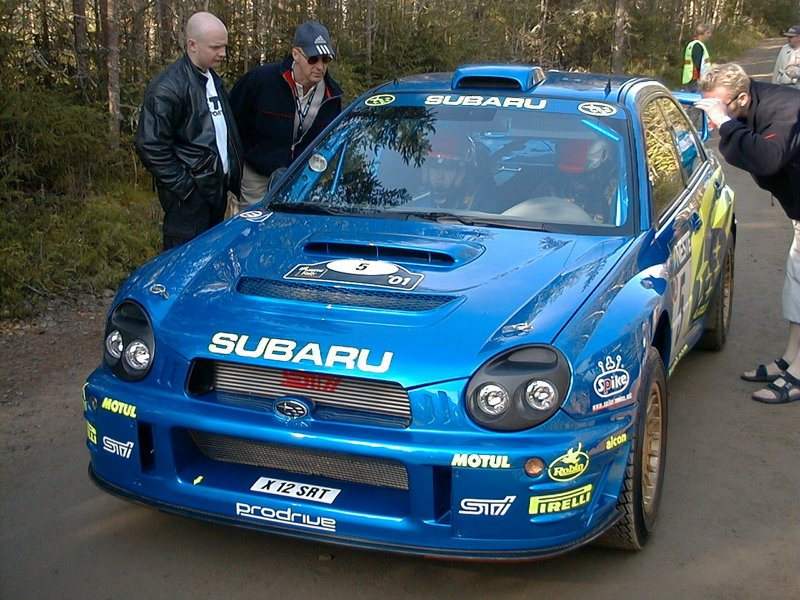
Richard Burns WRC-Fahrzeug 2001

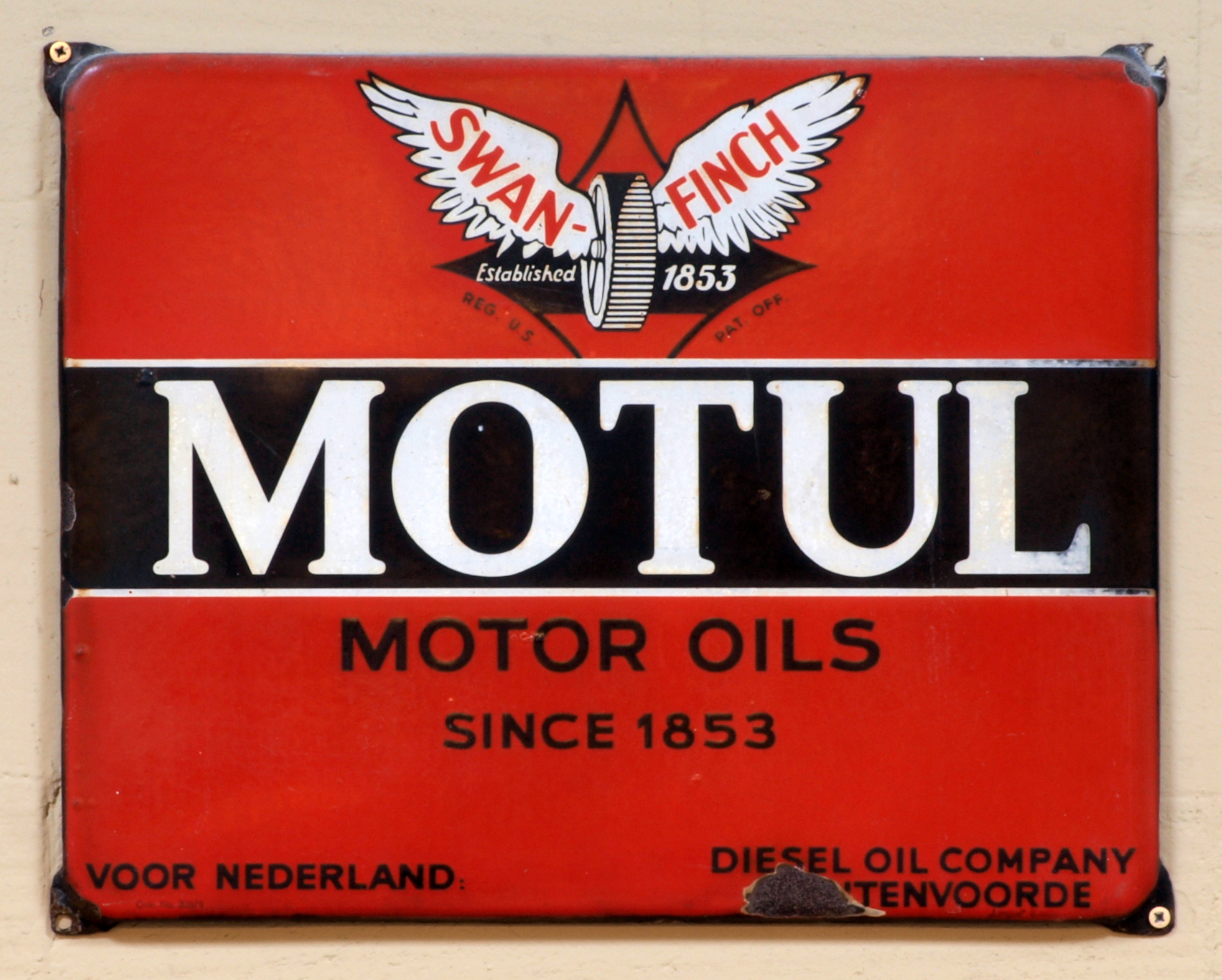
Niederländische Werbetafel

Motul ist ein französischer Schmierstoffhersteller.
Motul entstand als Tochter der zur Rockefeller Group gehörenden Standard Oil Company 1853 in Pennsylvania und handelte zunächst mit Walöl für Lampen. Die Firma Swan & Finch kaufte die Gesellschaft 1919 und benannte sie in Swan & Finch Company um. Erstmals exportierte man auch nach Europa.
1932 kaufte die französische Familie Zaugg die Swan & Finch Company und verlegte den Sitz nach Frankreich, nutzte aber den Namen Motul als nunmehr französische Marke weiter.
Motul stand in der Folge für zahlreiche Innovationen bei Fahrzeug-Ölen. 1953 entwickelte man das weltweit erste Mehrbereichsöl, 1966 das erste teilsynthetische und 1971 das erste vollsynthetische Motoröl. Auch unter Umweltschutz-Gesichtspunkten wurden Öle weiterentwickelt, 1972 führt man das erste (gemäß den Testrichtlinien zu 91,6 %) biologisch abbaubare Öl für Zweitaktmotoren ein. 1992 folgte das erste (gemäß den Testrichtlinien zu 87,7 %) biologisch abbaubare Viertakt-Öl.
Die Firmenzentrale liegt bei Paris und Motul-Öle werden heute in über 70 Ländern vermarktet. Besonders dominant ist man bei der Entwicklung und dem Verkauf von Motorrad-Ölen, daneben in der Ausrüstung von Wettbewerbsfahrzeugen bei Motorrad-, Rallye- und bei Pkw-Langstreckenwettbewerben. So wurden u. a. die Weltmeistertitel 1999 und 2000 in der Moto Cross 500 cm³- und 2001 in der 250 cm³-Klasse, die MotoGP-Weltmeistertitel von Valentino Rossi 2004 und 2005 sowie der Rallye-Weltmeisterschaftstitel 2001 von Richard Burns unter Verwendung von Motul-Ölen gewonnen.
Im Jahr 1980 wurde die deutsche Niederlassung gegründet.